# Ewa Kraskowska
Ewa Kraskowska (ur. 1954 w Poznaniu) – polska literaturoznawczyni, profesor nauk humanistycznych, pracownik naukowy w Instytucie Filologii Polskiej Wydziału Filologii Polskiej i Klasycznej UAM. Kierownik Zakładu Literatury XX Wieku, Teorii Literatury i Sztuki Przekładu IFP UAM.

## Życiorys
Stopień naukowy doktora uzyskała w 1986 na podstawie pracy pt. Twórczość Stefana Themersona – dwujęzyczność a literatura, przygotowanej pod kierunkiem prof. Jerzego Ziomka. Habilitowała się w 1999 na podstawie dorobku naukowego i rozprawy pt. Piórem niewieścim. Z problemów dwudziestolecia międzywojennego prozy kobiecej. W 2009 uzyskała tytuł naukowy profesora nauk humanistycznych. W latach 1988–1991 była lektorką języka polskiego na uniwersytetach w Uppsali i w Sztokholmie. Pełniła też funkcję wiceprzewodniczącej Komitetu Nauk o Literaturze PAN.
W 2011 r. była współzałożycielką internetowego portalu – Wielkopolskiego Słownika Pisarek. Wybór haseł został rok później wydany w postaci książkowej (jako Wielkopolski Alfabet Pisarek). Za ten projekt została nominowana przez Głos Wielkopolski do tytułu „Kobieta Przedsiębiorcza 2012”.
W 2019 r. otrzymała Medal 100-lecia Uniwersytetu Poznańskiego.
Zamężna z Lechem Dymarskim.

## Książki autorskie
W jej dorobku publikacyjnym znajdują się m.in.:
- Twórczość Stefana Themersona – dwujęzyczność i literatura, Ossolineum, Wrocław-Warszawa-Kraków 1989
- Zofia Nałkowska, Rebis, Poznań 1999
- Piórem niewieścim. Z problemów prozy kobiecej dwudziestolecia międzywojennego, Wydawnictwo Naukowe UAM, Poznań 1999; wyd. II, Poznań 2003
- Siostry Brontë, Wydawnictwo Literackie, Kraków 2006
- Czytelnik jako kobieta. Wokół literatury i teorii, Wydawnictwo Naukowe UAM, Poznań 2007